# Queda youngi
Queda youngi är en skalbaggsart som beskrevs av Olof Biström 1990. Queda youngi ingår i släktet Queda och familjen dykare. Inga underarter finns listade i Catalogue of Life.